# Nagy gascogne-i kék kopó
Az nagy gascogne-i kék kopó (Grand Bleu de Gascogne) egy francia fajta.

## Történet
Kialakulása az 1300-as évekre tehető. Pontos származása nem ismert, de bizonyosan az ősi fajták közé tartozik. Franciaország régi tartományiban, Guyenne és Gascony környékén alakulhatott ki. Farkasvadászatra használták, és ez volt a feladata egészen a múlt század utolsó évtizedéig. Az 1700-as években került át az Egyesült Államokba. Leggyakoribb az Egyesült Államokban, ahol több példánya él, mint őshazájában, Franciaországban. 

## Külleme
Marmagassága 64-71 centiméter, tömege 32-35 kilogramm. Nagy termetű, erőteljes testalkatú, a vadászkutyák kedvelői szerint a francia fajták közül a legfenségesebb, legnemesebb küllemű eb. Franciaország délnyugati részének forró és száraz területéről származik. A gyorsaság nem tartozik az erősségei közé, de annál figyelemreméltóbb állóképessége. Különleges, pettyes színezete a térségből származó más fajtákra is jellemző. 

## Jelleme
Természete élénk és barátságos. 